# TCL Technology
TCL Technology is een Chinees multinational die consumentenelektronica en huishoudelijke apparatuur produceert. Het hoofdkantoor is gevestigd in Huizhou, Guangdong.
In 2023 werd het bedrijf wereldwijd de op een na grootste fabrikant van televisies.

## Geschiedenis
Het bedrijf werd opgericht in 1981 als TTK. Vanwege een rechtszaak met het Japanse TDK werd het in 1985 hernoemd naar TCL Technology. TCL is oorspronkelijk een afkorting van Telephone Communication Limited, maar werd in 2014 vanwege marketingdoeleinden hernoemd naar The Creative Life.
Het elektronicabedrijf is gedeeltelijk eigendom van de Chinese staat en heeft drie beursgenoteerde dochterbedrijven: TCL Technology, TCL Electronics Holdings en TCL Communication Technology Holdings.
Na de millenniumwisseling ging TCL ook producten exporteren. In 2004 ging TCL een joint venture aan met Alcatel voor de productie van mobiele telefoons. In 2008 werkte het samen met Samsung aan de productie van led-tv's. Eind 2009 was de productie inmiddels verdubbeld naar 10 miljoen televisies.
Het bedrijf heeft vestigingen in meer dan 80 steden op verschillende continenten. Er zijn wereldwijd 20 grote productiefaciliteiten.

## Groei
TCL wist in de jaren 10 van de eenentwintigste eeuw te groeien doordat het merkloos was. Hierdoor had het bedrijf niet te maken met een slecht imago of hoge marketingkosten. De zeer goedkope televisies vonden gretig aftrek bij consumenten van onder meer webwinkel Amazon.com.
Door het toepassen van verticale integratie ging het bedrijf alles zelf produceren voor haar televisies, zoals het plastic, de behuizingen, moederborden, beeldpanelen en luidsprekers. Hierdoor kan het televisies sneller en goedkoper produceren.
Het bedrijf wist zich te onderscheiden van zeer goedkope budgetmerken, die zich alleen richten op de laagste prijs, door een lage prijs te combineren met degelijke kwaliteit en technische snufjes, zoals 4K. 

## Producten
De belangrijkste producten van TCL zijn televisies, computermonitors, mobiele telefoons, smartphones, smart glass, airconditioners, robotstofzuigers, wasmachines, elektrische verlichting en digitale media.
TCL verkoopt haar producten voornamelijk onder het merk TCL in Afrika, Azië, Australië, Zuid-Amerika en Rusland, onder het merk Alcatel in Europa, en onder het merk RCA in Noord-Amerika.